# Radisson Blu
Radisson Blu (wcześniej Radisson SAS) – międzynarodowa sieć hotelowa wchodząca w skład grupy Radisson Hotel Group.

## Sieć w Polsce
W Polsce do sieci Radisson Blu należy 15 hoteli:
- Radisson Blu Hotel, Gdańsk
- Radisson Hotel & Suites, Gdańsk
- Park Inn by Radisson, Katowice
- Radisson Resort, Kołobrzeg
- Park Inn by Radisson, Kraków
- Radisson Blu Hotel, Kraków
- Park Inn by Radisson, Poznań
- Radisson Blu Hotel, Sopot
- Radisson Blu Hotel, Szczecin
- Radisson Blu Resort, Świnoujście
- Radisson Hotel, Szklarska Poręba
- Radisson Blu Sobieski Hotel, Warszawa
- Radisson Collection Hotel, Warszawa
- Radisson Blu Hotel, Wrocław
- Radisson Blu Hotel & Residences, Zakopane[1]